# Peter Fowler
Peter Randall Fowler (1959) is een professioneel golfer uit Australië.
Fowler werd in 1977 golfprofessional en had toen handicap +2. Hij speelde sinds 1983 op de Europese PGA Tour, 
In zijn rookie-jaar won hij in Europa het BMW International Open en daar bleef het bij. Ondanks het gebrek aan overwinningen stond hij van 1984-1993 in de top-50, mede doordat hij zes keer op de tweede plaats eindigde..
In 1989 won hij samen met Wayne Grady de World Cup in Marbella, ook won hij individueel.
Sinds juni 2009 speelt hij op de Europese Senior Tour. Zijn eerste toernooi was op Jersey, waar ook zijn eerste toernooi op de Europese Tour was, 26 jaar eerder. Inmiddels heeft hij drie toernooien gewonnen, waarbij steeds Andrew Oldcorn op de tweede plaats eindigde.

## Gewonnen
Europese Tour
- 1993: BMW International Open

Australaziatische Tour
- 1983: Australian Open
- 1985: Queensland PGA Championship
- 1986: Australian Match Play Championship
- 1993: AMP New Zealand Open

Senior Tour
- 2011: ISPS Handa Senior Masters (-10) op Stapleford Park, Bad Ragaz Senior Open (-14)
- 2013: French Riviera Masters (-11)

Elders
- 1979: Wyong Open
- 1987: Singapore Open
- 1988: French Medal Match Play

### Teams
- World Cup: 1989 met Wayne Grady (winnaars)